# Ostřice přítupá
Ostřice přítupá (Carex obtusata) je druh jednoděložné rostliny z čeledi šáchorovité (Cyperaceae).

## Popis
Jedná se o drobnou rostlinu, dosahuje výšky pouze 10–25 cm. Je vytrvalá a vytváří výběžky, ze kterých vyrůstají jednotlivě lodyhy, je netrsnatá. Listy jsou střídavé, přisedlé, s listovými pochvami. Čepele listu jsou pouze 0,5–2,5 mm široké, většinou kratší než fertilní lodyha. Pochvy bezčepelných listů na bázi rostliny jsou purpurové. Ostřice přítupá patří mezi jednoklasé ostřice, to znamená, že na vrcholu lodyhy je pouze 1 klásek. Je to rostlina jednodomá, v horní části klásku se nacházejí samčí květy, v dolní samičí. Okvětí chybí. V samčích květech jsou zpravidla 3 tyčinky. Čnělky jsou většinou 3. Plodem je mošnička, která je asi 2,5–3,8 mm dlouhá, žlutohnědá, na vrcholu zúžená v krátce dvouzubý zobánek. Každá mošnička je podepřená plevou, která je hnědá s bělomázdřitým (hyalinním) okrajem. Počet chromozómů: 2n=52.

## Rozšíření
Je to kontinentální druh. Souvisle je rozšířena na Sibiři, na východ až po Čukotku, na jih zasahuje v Asii až po severní Mongolsko a severní Čínu. Dále je rozšířena na Aljašce, v Kanadě a USA. V Evropě jsou jen ojedinělé lokality, patrně reliktního charakteru, např. v Německu, ve Švédsku, v Bělorusku a na Ukrajině a nově objevená v ČR.

## Rozšíření v Česku
Je známa pouze z Moravy, a to z kopce Malá Horka u obce Vícov a z NPP Za Hrnčířkou u obce Ohrozim, oboje se nachází na Prostějovsku. Ostřice přítupá je nový druh pro flóru ČR, který na lokalitách našel Ing. Radomír Řepka, Ph.D. v roce 2004. Je to asi relikt z pozdního glaciálu či raného postglaciálu. Na lokalitě se zřejmě vyskytuje už několik tisíc let. Většina nálezů nových rostlin pro flóru ČR z posledních desetiletí jsou člověkem (přímo či nepřímo) zavlečené druhy (neofyty) či nově popsané druhy kritických rodů, jako ostružiník či pampeliška. Proto je nález reliktního druhu Carex obtusata naprosto unikátní. Český název byl vytvořen teprve při příležitosti objevu v ČR.